# 哈辛托·贝纳文特
哈辛托·贝纳文特-马丁内斯（西班牙語：Jacinto Benavente y Martínez，1866年8月12日—1954年7月14日），西班牙20世纪最著名剧作家之一，1922年诺贝尔文学奖得主。

## 榮譽
作家在1913年被選為西班牙皇家學院院士。

## 主要作品
〈别人的窝、〈你所了解的人、〈野兽们的盛宴与〈利害关系等剧作。其中，以1907年的〈利害关系最受人推崇。

### 中譯
- 劉啟分/譯，《利害牽制》，台北市：開山，1970年。
- 劉啟分、初鳳桐/譯《天神們口渴了/ 利害牽制》，台北市：遠景，1987年6版。(〈天神們口渴了的作者是阿納托爾‧法朗士。)
- 不著譯者，《大帆船 利害攸關 女當家人》，時代文藝出版社，2006年。